# PL-15

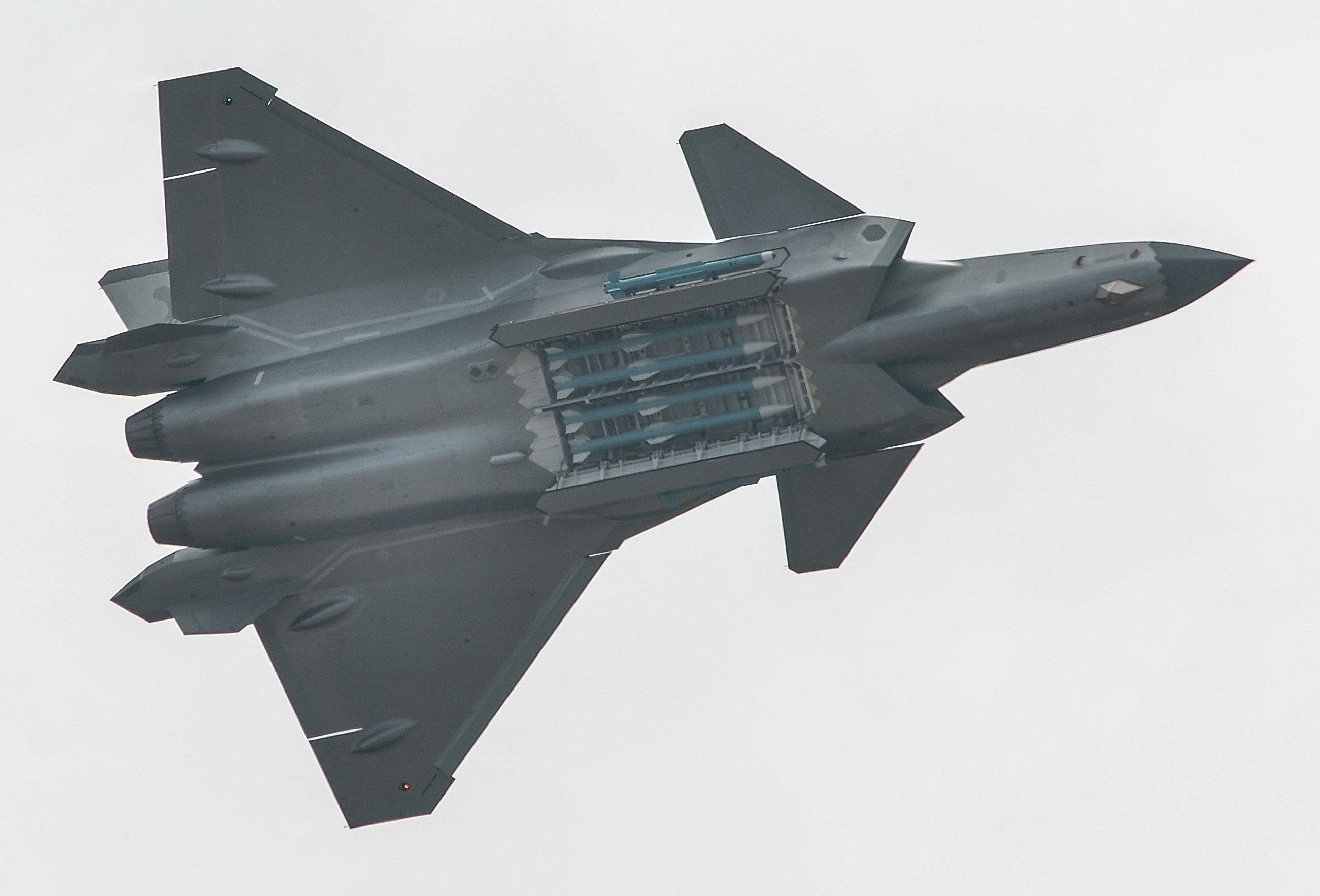
청두 J-20의 좌우 내부무장창에는 PL-15 4발, 측면에 PL-10E 2발이 장착된다.

PL-15(중국어: 霹靂-15)는 중화인민공화국에서 개발한 장거리 공대공 미사일이다. 종말 유도로 액티브 레이다 유도를 사용한다.
2016년에 실전 배치되었으며 청두 J-10C, 선양 J-16, 선양 J-11B, 청두 J-20 전투기에 탑재되어 있다.
PL-15 미사일은 능동형 위상배열전자레이더를 특징으로 하고 있으며, 유효사거리가 300~400 km로 알려져 있고, 러시아의 빔펠 R-37과 비슷하다. 길이는 4m이며 마하 4의 속도를 낼 수 있는 쌍추력 로켓 엔진이 포함되어 있다.
PL-15는 이전 세대의 공대공 및 지대공 미사일인 PL-12에 비해 레이더 탐지 범위가 길어졌고, 대전파 방해 능력 증가하며, 유효 사거리가 크게 증가했다. 2018년 에어쇼 차이나에서는 인민해방군 공군의 J-20 전투기 2대가 내부 탑재 만을 전시했으며, 각각 PL-15 4발하고 PL-10E 단거리 미사일 2발을 탑재했다.
PL-15는 공중급유기 및 공중조기경보통제기와 같은 주요 지원 군용기를 타겟으로 삼음으로써 중국의 접근 방지 / 지역 거부 능력을 효과적으로 향상시킨다.
중국 군사 전문가인 푸첸샤오는 중국이 최대 400km 거리에서 목표물을 타격할 수 있는 첨단 장거리 공대공 미사일을 개발하고 있다고 발표했다.

## 역사
PL-15는 뤄양에 있는 중국공수미사일학원(CAMA)에서 개발했다. 이 미사일은 2011년에 시험 발사되었고, 2015년 중국 관영 언론에서 언급되었다. 2013년에는 청두 J-20 시제기에 탑재된 모습이 포착되었다.
PL-15는 2015년 부터 2017년 까지 중국인민해방군 공군(PLAAF)에 배치되었다. 탑재 플랫폼으로는 청두 J-10C, 선양 J-16, 청두 J-20이 있다. 선양 J-11B에서도 발견되었다. PL-15는 중국 인민해방군 공군(PLAF)과 중국 인민해방군 해군 항공대(PLANAF) 전투기의 표준 가시거리 밖 공대공 미사일(BVRAAM)로서 기존 PL-12를 대체하기 시작했다.
수출형인 PL-15E는 2021년 주하이 에어쇼에서 선보였다. PL-15E는 PL-15보다 사거리가 짧은데, 추진제나 로켓 모터의 변경 때문일 가능성이 있다. 이는 SD-10과 국내형인 PL-12의 상황과 유사하다.
압축형 운반체에 맞게 설계된 PL-15의 변형 또는 파생형에 대한 소문이 끊이지 않았다. 2020년 국제전략연구소(IISS)는 J-20이 내부 탑재고에 미사일 6발을 탑재할 수 있도록 PL-15의 얇은 버전인 PL-16 미사일 개발을 보고했다. 2024년 1월, PL-16 미사일은 접이식 날개를 갖춘 더 작은 동체 설계와 고성능 이중 펄스 모터를 탑재하여 일반 PL-15와 유사한 성능 수준을 유지하는 것으로 확인되었다. 2024년 주하이 에어쇼에서 수출형 PL-15E는 접이식 후방 날개를 장착하여 청두 J-20과 선양 J-35의 내부 탑재량을 증가시키는 것으로 나타났다. 접이식 날개를 탑재한 PL-16과 PL-15E는 향후 일반 PL-15를 보완하거나 대체할 수 있다.

## 인도가 전시한 PL-15 회수
PL-15E는 2025년 5월 7일, 2025년 인도-파키스탄 공습 당시 실전에 투입되었다. PL-15E 미사일의 잔해는 분쟁 중 인도 여러 지역에 떨어졌다. 인도 펀자브주 호시아르푸르에서 비교적 온전한 후방 부분이 발견되었습니다. 이 잔해는 인도와 미국 정보기관에서 분석될 가능성이 높다.

## 같이 보기
- AIM-260 - 미국판 PL-15